# Аррон Аффлало
Аррон Огастін Аффлало (англ. Arron Agustin Afflalo, нар. 15 жовтня 1985, Комптон, Каліфорнія, США) — американський професіональний баскетболіст, що грав на позиціях атакувального захисника і легкого форварда за низку команд НБА.

## Ігрова кар'єра
На університетському рівні грав за команду УКЛА (2004–2007). 
2007 року був обраний у першому раунді драфту НБА під загальним 27-м номером командою «Детройт Пістонс». Професійну кар'єру розпочав 2007 року виступами за тих же «Детройт Пістонс», захищав кольори команди з Детройта протягом наступних 2 сезонів.
З 2009 по 2012 рік грав у складі «Денвер Наггетс».
2012 року перейшов до «Орландо Меджик», у складі якої провів наступні 2 сезони своєї кар'єри. 3 грудня 2013 року набрав рекордні для себе 43 очки в матчі проти «Філадельфії».
Наступною командою в кар'єрі гравця була «Денвер Наггетс», куди він повернувся 2014 року та за яку відіграв один сезон.
19 лютого 2015 року перейшов до складу «Портленд Трейл-Блейзерс».
9 липня 2015 року підписав контракт з «Нью-Йорк Нікс», у складі якої провів наступний сезон своєї кар'єри.
Наступною командою в кар'єрі гравця була «Сакраменто Кінґс», за яку він відіграв один сезон, після чого був відрахований з клубу.
Останньою ж командою в кар'єрі гравця стала «Орландо Меджик», до складу якої він повернувся 2017 року і за яку відіграв один сезон.

## Статистика виступів

### Регулярний сезон
| Сезон             | Команда                   | GP  | GS  | MPG  | FG%  | 3P%  | FT%  | RPG | APG | SPG | BPG | PPG  |
| ----------------- | ------------------------- | --- | --- | ---- | ---- | ---- | ---- | --- | --- | --- | --- | ---- |
| 2007–08           | «Детройт Пістонс»         | 75  | 9   | 12.9 | .411 | .208 | .782 | 1.8 | .7  | .4  | .1  | 3.7  |
| 2008–09           | «Детройт Пістонс»         | 74  | 8   | 16.7 | .437 | .402 | .817 | 1.8 | .6  | .4  | .2  | 4.9  |
| 2009–10           | «Денвер Наггетс»          | 82  | 75  | 27.1 | .465 | .434 | .735 | 3.1 | 1.7 | .6  | .4  | 8.8  |
| 2010–11           | «Денвер Наггетс»          | 69  | 69  | 33.7 | .498 | .423 | .847 | 3.6 | 2.4 | .5  | .4  | 12.6 |
| 2011–12           | «Денвер Наггетс»          | 62  | 62  | 33.6 | .471 | .398 | .798 | 3.2 | 2.4 | .6  | .2  | 15.2 |
| 2012–13           | «Орландо Меджик»          | 64  | 64  | 36.0 | .439 | .300 | .857 | 3.7 | 3.2 | .6  | .2  | 16.5 |
| 2013–14           | «Орландо Меджик»          | 73  | 73  | 35.0 | .459 | .427 | .815 | 3.6 | 3.4 | .5  | .0  | 18.2 |
| 2014–15           | «Денвер Наггетс»          | 53  | 53  | 33.0 | .428 | .337 | .841 | 3.4 | 1.9 | .6  | .1  | 14.5 |
| 2014–15           | «Портленд Трейл-Блейзерс» | 25  | 19  | 30.1 | .414 | .400 | .851 | 2.7 | 1.1 | .4  | .1  | 10.6 |
| 2015–16           | «Нью-Йорк Нікс»           | 71  | 57  | 33.4 | .443 | .382 | .840 | 3.7 | 2.0 | .4  | .1  | 12.8 |
| 2016–17           | «Сакраменто Кінґс»        | 61  | 45  | 25.9 | .440 | .411 | .892 | 2.0 | 1.3 | .3  | .1  | 8.4  |
| 2017–18           | «Орландо Меджик»          | 53  | 3   | 12.9 | .401 | .386 | .846 | 1.2 | 0.6 | .1  | .2  | 3.4  |
| Усього за кар'єру | Усього за кар'єру         | 762 | 537 | 27.3 | .450 | .386 | .825 | 2.9 | 1.8 | .4  | .2  | 10.8 |

### Плей-оф
| Сезон             | Команда                   | GP | GS | MPG  | FG%  | 3P%  | FT%  | RPG | APG | SPG | BPG | PPG  |
| ----------------- | ------------------------- | -- | -- | ---- | ---- | ---- | ---- | --- | --- | --- | --- | ---- |
| 2008              | «Детройт Пістонс»         | 12 | 0  | 7.0  | .389 | .000 | .000 | .4  | .5  | .3  | .0  | 1.2  |
| 2009              | «Детройт Пістонс»         | 4  | 0  | 16.5 | .476 | .200 | .600 | .8  | .3  | .0  | .5  | 6.3  |
| 2010              | «Денвер Наггетс»          | 6  | 6  | 20.0 | .625 | .429 | .818 | 2.0 | 1.2 | .2  | .3  | 9.2  |
| 2011              | «Денвер Наггетс»          | 3  | 3  | 28.3 | .353 | .250 | .875 | 3.0 | 2.3 | .0  | .0  | 11.3 |
| 2012              | «Денвер Наггетс»          | 7  | 7  | 32.7 | .405 | .200 | .800 | 3.6 | 2.7 | .7  | .3  | 10.9 |
| 2015              | «Портленд Трейл-Блейзерс» | 3  | 3  | 20.0 | .167 | .250 | .000 | 2.3 | .7  | .0  | .0  | 1.7  |
| Усього за кар'єру | Усього за кар'єру         | 35 | 19 | 18.4 | .424 | .258 | .775 | 1.7 | 1.2 | .3  | .2  | 6.0  |